# Aidemona alticola
Aidemona alticola är en insektsart som beskrevs av Roberts 1947. Aidemona alticola ingår i släktet Aidemona och familjen gräshoppor. Inga underarter finns listade i Catalogue of Life.